# Rebeca Andrade
Rebeca Rodrigues de Andrade (Guarulhos, 8 mei 1999) is een Braziliaans turnster en Olympisch kampioene.
Tijdens de uitgestelde Olympische Zomerspelen van 2020 won Andrade de gouden medaille op sprong en de zilveren medaille op de meerkamp. Ze is de eerste Braziliaanse die een Olympische medaille haalt in het turnen. Op de Olympische Spelen van 2024 won ze goud in de vloerfinale, zilver op meerkamp en sprong, en brons met het team. 
Andrade heeft bij wereldkampioenschappen turnen op elk onderdeel (vloer, sprong, balk, brug, meerkamp en team) medailles gehaald, als elfde gymnaste ooit. Ze is de meest succesvolle Latijns-Amerikaanse gymnaste ooit: ze heeft in totaal vijftien medailles behaald op wereldkampioenschappen en Olympische Spelen.

## Carrière

### Olympische Spelen 2016
Op de Olympische Spelen van 2016 in Rio maakte Andrade deel uit van het Braziliaanse turnteam samen met Jade Barbosa, Daniele Hypólito, Lorrane Oliveira, en Flávia Saraiva. Ze deed het goed in de kwalificaties en het team kon zich plaatsen voor de finale. Ook individueel kwalificeerde ze zich voor de meerkampfinale. In de teamfinale werden ze uiteindelijk achtste, en individueel werd ze elfde.

### 2017-2020: Blessures en wereldkampioen
In 2017 behaalde Andrade enkele mooie resultaten op internationale wedstrijden, maar ze geraakte tot twee keer toe geblesseerd, eerst aan haar enkel en dan aan haar knie.
In 2018 deed ze voor het eerst mee aan het wereldkampioenschap turnen in Doha. Het Braziliaanse team ging door naar de finale en werd uiteindelijk zevende. Individueel kwam ze niet voorbij de kwalificaties.
In 2019 blesseerde ze zich opnieuw aan haar knie, waardoor ze het wereldkampioenschap in Stuttgart moest missen. Brazilië miste zo ook de kans om zich als team te kwalificeren voor de Olympische Spelen.

### 2021: Doorbraak
In 2021 kende Andrade een grote doorbraak met medailles op de Olympische Spelen en de wereldkampioenschappen.
Na de gemiste teamkwalificatie in 2019 kon Andrade zich wel individueel voor de Olympische Spelen plaatsen, via de Pan-Amerikaanse Spelen.
Tijdens de kwalificaties in Tokio deed Andrade het heel goed en ze ging door naar de finales van sprong, vloer en meerkamp. Ze won de zilveren medaille op meerkamp, en brak zo het Braziliaanse record voor de eerste keer. Ze won de sprongfinale, en werd zo de eerste Braziliaanse Olympisch turnkampioene. In de vloerfinale werd ze uiteindelijk vijfde.
Op de wereldkampioenschappen turnen in Kitakyushu in 2021 paste ze  voor vloer om haar gezondheid te sparen, maar deed ze mee aan de kwalificaties voor sprong, brug en balk. Ze ging door naar alle drie de finales en behaalde twee medailles: goud op sprong en zilver op brug. Op de balk werd ze zesde. 

### 2022-2023
In 2022 tekende Andrade present op de wereldkampioenschappen turnen, ditmaal in Liverpool. Tijdens de kwalificaties kon ze zich plaatsen voor de finales van meerkamp, vloer, brug, balk, en team. Bij de sprong liep het echter mis. Haar eerste sprong ging heel goed, maar bij de tweede gleden haar handen weg waardoor ze slechts een heel eenvoudige sprong kon doen. In de teamfinale werden de Braziliaanse vrouwen vierde. In de meerkampfinale won ze de gouden medaille, als eerste Zuid-Amerikaanse gymnaste ooit. Vervolgend haalde ze brons in de vloerfinale, in een ex aequo met Jade Carey. Op brug en balk werd ze achtste.
Op de wereldkampioenschappen turnen in Antwerpen in 2023 won Andrade meerdere medailles. Het Braziliaanse vrouwenteam behaalde de zilveren medaille, voor de eerste keer ooit in de geschiedenis van Brazilië. In de meerkampfinale eindigde Andrade op de tweede plek na Simone Biles, goed voor een zilveren medaille. In de sprongfinale kon Andrade wél boven Biles uitkomen: Andrade won goud en Biles zilver. Andrade haalde dan ook nog brons op balk en brug, waardoor ze de elfde vrouw ooit werd die een medaille won op elk event in een wereldkampioenschap turnen.
Andrade eindigde het jaar 2023 met "de beste Cheng ooit". Op de Pan-Amerikaanse spelen haalde ze goud op sprong. Ze turnde daarvoor een "Cheng", een sprong genaamd naar de Chinese gymnaste Cheng Fei. De uitvoering van Andrade op dit event werd door fans enorm geprezen, en de beste Cheng ooit genoemd.

### Olympische Spelen 2024
Op de Olympische Spelen in Parijs deed Andrade het goed in de kwalificaties en ging ze door naar alle finales behalve brug. Samen met Jade Barbosa, Lorrane Oliveira, Flávia Saraiva en Júlia Soares schreef ze geschiedenis door brons te winnen in de teamfinale, het beste resultaat voor de Braziliaanse vrouwen ooit. In de meerkampfinale haalde ze zilver na Simone Biles en voor Sunisa Lee. In de toestelfinales haalde ze de zilveren medaille op sprong opnieuw na Biles en voor Jade Carey, en op balk werd ze vierde. In de vloerfinale won ze van Simone Biles en werd ze Olympisch kampioen.

## Resultaten
| Jaar | Plaats                         | Resultaten                                                     |
| ---- | ------------------------------ | -------------------------------------------------------------- |
| 2016 | Olympische Spelen Rio          | 11e op de meerkamp 7e met het team                             |
| 2018 | Wereldkampioenschap Doha       | 7e met het team                                                |
| 2021 | Olympische Spelen Tokio        | op sprong op de meerkamp 5e op vloer                           |
| 2021 | Wereldkampioenschap Kitakyushu | op sprong · op brug · 6e op balk                               |
| 2022 | Wereldkampioenschap Liverpool  | op meerkamp · op vloer · 8e op brug · 8e op balk               |
| 2023 | Wereldkampioenschap Antwerpen  | met het team · op de meerkamp · op sprong · op balk · op vloer |
| 2024 | Olympische Spelen Parijs       | op de meerkamp · op sprong · met het team op vloer             |

1952: Jekaterina Kalintsjoek ·
1956: Larissa Latynina ·
1960: Margarita Nikolajeva ·
1964: Věra Čáslavská ·
1968: Věra Čáslavská ·
1972: Karin Janz ·
1976: Nelli Kim ·
1980: Natalja Sjaposjnikova ·
1984: Ecaterina Szabo ·
1988: Svetlana Boginskaja ·
1992: Lavinia Miloşovici, Henrietta Ónodi ·
1996: Simona Amânar ·
2000: Jelena Zamolodtsjikova ·
2004: Monica Roșu ·
2008: Hong Un-Jong ·
2012: Sandra Izbașa ·
2016: Simone Biles ·
2020: Rebeca Andrade ·
2024: Simone Biles
1952: Ágnes Keleti ·
1956: Ágnes Keleti, Larissa Latynina ·
1960: Larissa Latynina ·
1964: Larissa Latynina ·
1968: Věra Čáslavská, Larisa Petrik ·
1972: Olga Korboet ·
1976: Nelli Kim ·
1980: Nadia Comăneci, Nelli Kim ·
1984: Ecaterina Szabo ·
1988: Daniela Silivaș ·
1992: Lavinia Miloşovici ·
1996: Lilija Podkopajeva ·
2000: Jelena Zamolodtsjikova ·
2004: Cătălina Ponor ·
2008: Sandra Izbașa · 
2012: Aly Raisman · 
2016: Simone Biles · 
2020: Jade Carey · 
2024: Rebeca Andrade
1934: Vlasta Děkanová ·
1938: Vlasta Děkanová ·
1950: Helena Rakoczy ·
1954: Galina Sjamrai ·
1958: Larissa Latynina ·
1962: Larissa Latynina ·
1966: Věra Čáslavská ·
1970: Ljoedmila Toerisjtsjeva ·
1974: Ljoedmila Toerisjtsjeva ·
1978: Jelena Moechina ·
1979: Nelli Kim ·
1981: Olga Bicherova ·
1983: Natalia Yurchenko ·
1985: Jelena Sjoesjoenova / Oksana Omelianchik ·
1987: Aurelia Dobre ·
1989: Svetlana Boginskaja ·
1991: Kim Zmeskal ·
1993: Shannon Miller ·
1994: Shannon Miller ·
1995: Lilija Podkopajeva ·
1997: Svetlana Chorkina ·
1999: Maria Olaru ·
2001: Svetlana Chorkina ·
2002: Svetlana Chorkina ·
2003: Svetlana Chorkina ·
2005: Chellsie Memmel ·
2006: Vanessa Ferrari ·
2007: Shawn Johnson ·
2009: Bridget Sloan ·
2010: Alia Moestafina ·
2011: Jordyn Wieber ·
2013: Simone Biles ·
2014: Simone Biles ·
2015: Simone Biles ·
2017: Morgan Hurd ·
2018: Simone Biles ·
2019: Simone Biles ·
2021: Angelina Melnikova ·
2022: Rebeca Andrade ·
2023: Simone Biles
· 1938: Marta Majowska / Matylda Pálfyová
· 1950: Helena Rakoczy  
· 1954: Tamara Manina / Ann-Sofi Pettersson
· 1958: Larissa Latynina  
· 1962: Věra Čáslavská  
· 1966: Věra Čáslavská  
· 1970: Erika Zuchold  
· 1974: Olga Korboet  
· 1978: Nelli Kim  
· 1979: Dumitrița Turner  
· 1981: Maxi Gnauck  
· 1983: Boriana Stoyanova  
· 1985: Jelena Sjoesjoenova  
· 1987: Jelena Sjoesjoenova  
· 1989: Olesya Dudnik  
· 1991: Lavinia Miloșovici  
· 1992: Henrietta Ónodi  
· 1993: Elena Piskun  
· 1994: Gina Gogean  
· 1995: Simona Amânar  
· 1996: Gina Gogean  
· 1997: Simona Amânar  
· 1999: Jelena Zamolodtsjikova  
· 2001: Svetlana Chorkina  
· 2002: Jelena Zamolodtsjikova  
· 2003: Oksana Tsjoesovitina  
· 2005: Cheng Fei  
· 2006: Cheng Fei  
· 2007: Cheng Fei  
· 2009: Kayla Williams  
· 2010: Alicia Sacramone  
· 2011: McKayla Maroney
· 2013: McKayla Maroney
· 2014: Hong Un-jong
· 2015: Maria Paseka
· 2017: Maria Paseka
· 2018: Simone Biles
· 2019: Simone Biles
· 2021: Rebeca Andrade
· 2022: Jade Carey
· 2023: Rebeca Andrade